# Segesta
Segesta (grško: Ἔγεστα, Egesta ali Σέγεστα, Ségesta ali Αἴγεστα, Aígesta; sicilijansko Siggésta) je bilo eno večjih mest Elimijcev, enega od treh avtohtonih ljudstev na Siciliji. Drugi večji mesti Elimijcev sta bila Eryx in Entella. Nahajala se v severozahodnem delu Sicilije v Italiji, blizu sodobne komune Calatafimi-Segesta v pokrajini Trapani. Helenizacija Segeste se je zgodila zelo zgodaj in je močno vplivala na prebivalce.

## Zgodovina

### Izvor
Izvor in osnova Segeste je zelo nejasna. Tradicija med Grki, ki jo je sprejel Tukidid, je svoj temelj pripisala skupini trojanskih naseljencev, beguncem pred uničenjem njihovega mesta; in to tradicijo so Rimljani zlahka pozdravili, ki so posledično zahtevali sorodno poreklo s Segestanci. Zdi se, da je Tukidid menil, da so Elimijci (latinsko: Elymi), barbarsko pleme v okolici Eryxa in Segeste, izvirali iz zadevnih Trojancev; toda drugo poročilo predstavlja Elyme kot ločeno ljudstvo, ki je v tem delu Sicilije že obstajalo, ko so Trojanci prispeli tja in ustanovili obe mesti. Zdi se, da je bila aktualna tudi drugačna zgodba, po kateri je Segesta svoj izvor dolgovala skupini Fokiicev, ki je nastala med privrženci Filokteta in kot po navadi so si kasnejši pisci prizadevali uskladiti obe poročili.
Druga različica trojanske zgodbe, povezane z Vergilijevo Eneido, ki bi jo, kot kaže, sprejeli prebivalci, je temelj mesta pripisala teritorialnemu kralju Egestu ali Aegestu (Vergilijevemu Acestesu), ki naj bi bil potomci dardanske deklice, ki jo je rečni bog Crinisus poimenoval Segesta in tisti Enejevi ljudje, ki so želeli ostati z Acestesom, da bi ustanovili mesto Acesta. Povedo nam tudi, da so imena Simois in Scamander trojanski kolonisti dali dvema majhnima potokoma, ki sta tekla pod mestom in slednje ime Diodor Sicilski omenja kot enega, ki se še vedno uporablja v mnogo poznejšem obdobju.
Prepričanje, da se je mesto prvotno imenovalo Acesta ali Egesta in so ga Rimljani spremenili v Segesta, da bi se izognili njegovemu neprimernemu pomenu v latinščini (Ægesta v latinščini pomeni 'presežki'), ovržejo kovanci, ki dokazujejo, da so ga v času Tukidida prebivalci sami imenovali Segesta, čeprav so Grki to obliko zmehčali v Egesto.
Mesto je zasedlo ljudstvo, ki se razlikuje od Sikancev, domače rase tega dela Sicilije, na drugi pa, da ni bila grška kolonija. Tukidid pri naštevanju zaveznikov Atencev v času Peloponeške vojne Segestance izrazito imenuje barbari. Hkrati se zdi, da so bili že zelo zgodaj v tesni povezavi z grškimi mesti Sicilije in so vstopali v sovražne in zavezniške odnose s helenskimi državami, ki so se popolnoma razlikovali od drugih barbarskih otočanov. Zgodnji vpliv grške civilizacije kažejo tudi njihovi kovanci, ki so vpisani z grškimi črkami in nosijo neizpodbiten vtis grške umetnosti.

### V zgodovinskih zapisih
Prvi zgodovinski zapis o Segestancih, ki nam je bilo posredovano, jih predstavlja, da so že bili (že leta 580 pr. n. št.) v sovražnostih s Selinom (sodobni Selinunt), kar naj bi dokazovalo, da sta obe mesti že razširili svoja ozemlja in stik med seboj. S pravočasno pomočjo knidskih in rodoških emigrantov pod Pentatlom so Segestanci v tem času dobili prednost pred svojimi nasprotniki. Bolj nejasna izjava Diodorja se nanaša na to, da so bili Segestanci leta 454 pred našim štetjem v sovražnostih z Lilibejci zaradi posesti na ozemlju reke Mazar. Ime Lilibejci je tu vsekakor napačno, saj nobeno mesto s tem imenom še dolgo ni obstajalo; vendar ne vemo, kaj so ljudje v resnici mislili, čeprav se domneva, da so Selinuntinci, s katerimi se zdi, da so bili Segestanci v skoraj večnih sporih. Da bi se okrepili proti tem sosedom, so nedvomno Segestanci izkoristili prvo atensko odpravo na Sicilijo pod Lakesom (426 pr. n. št.) in z Atenami sklenili zavezniško pogodbo. Vendar se zdi, da to ni prineslo rezultata in kmalu zatem, ko so se spet začele sovražnosti, so Selinuntinci poklicali Sirakužane na pomoč, s pomočjo katerih so dobili veliko prednost in so lahko Segesto tesno pritisnili tako po kopnem kot morju. V tem skrajnem delu so Segestanci zaman zaprosili za pomoč Agrigento in celo Kartagino, ponovno pa so se obrnili na Atence, ki so jih brez večjih težav prepričali, da zagovarjajo svojo stvar in leta 416 pred našim štetjem poslali floto na Sicilijo. Rečeno je, da je bil ta rezultat deloma dosežen z goljufijo, saj so Segestanci prevarali atenske odposlance z zmotnim izkazovanjem bogastva in jih pripeljali do tega, da so si ustvarili močno pretirano predstavo o svojih virih. Vendar so dejansko opremili 60 talentov v gotovini in še 30 po prihodu atenske oborožitve.
A čeprav je bil relief Segeste tako prvotni cilj velike atenske odprave na Sicilijo (415–413 pr. n. št.), to mesto v nadaljnjih vojnih operacijah malo sodeluje. Ob prihodu na otok je Nikij predlagal, da se takoj odpeljejo do Selinunta in prisilijo ljudi, naj se pokorijo s prikazom njihove mogočne oborožitve. Toda ta nasvet je bil razveljavljen: Atenci so obrnili orožje proti Sirakuzam in tekmovanje med Segesto in Selinuntom je bilo v pomembnejšem boju med tema dvema velesilama skoraj pozabljeno. Poleti 415 pred našim štetjem je atenska flota, ki je nadaljevala pot ob obali, zavzela mestece Hyccara (sodobni Carini) na obali blizu Segeste in ga prenesla Segestancem. Slednji so večkrat omenjeni kot pošiljanje pomožnih vojakov za pomoč svojim atenskim zaveznikom ;, vendar o njih ni nobenega drugega obvestila.
Končni poraz Atencev je Segestane spet izpostavilo napadom svojih sosedov, Selinuntincev. Ker se niso mogli spoprijeti z njimi, so se obrnili na Kartažane, ki so se odločili zavzeti njihov cilj in jim poslali najprej pomožno silo 5000 Afričanov in 800 kampanjskih plačancev, kar jim je zadoščalo za zmago nad svojimi tekmeci leta 410 pr. n. št. Naslednje leto je sledila obsežna oborožitev pod vodstvom Hanibala Maga, ki je pristal pri Lilybaeumu (sodobna Marsala) in, nadaljujoč neposredno do Selinunta, zavzel in uničil to mesto in Himero. Kartažanska sila se je zdaj trdno uveljavila na zahodnem delu Sicilije. Segesta, obkrožena z vseh strani s tem strašnim sosedom, je po naravi postopoma padla v položaj odvisnega zaveznika Kartagine. Bilo je eno redkih mest, ki je ostalo zvesto temu zavezništvu tudi leta 397 pred našim štetjem, ko se je zdelo, da je velika odprava Dionizija I. Sirakuškega na zahod Sicilije in obleganje Motye pretresla moč Kartagine. Dionizij je nato oblegal Segesto in jo pritisnil z največjo močjo, zlasti po padcu Motye. Mesto pa je lahko kljubovalo njegovim prizadevanjem, dokler pristanek Himilca z mogočno kartažansko silo ni spremenil položaja in Dionizija prisilil na obleganje.
Od tedaj se Segesta malo omenja do časa Agatokla iz Sirakuz, pod katerim je utrpela veliko nesrečo. Despot je pristal na zahodu Sicilije po vrnitvi iz Afrike (307 pr. n. št.) in je bil v mestu sprejet kot prijatelj in zaveznik. Nenadoma se je obrnil proti prebivalcem in vse meščane (štelo naj bi jih 10.000) pobil, oropal njihovo bogastvo, ženske in otroke pa prodal v suženjstvo. Nato je mestu spremenil ime v Dicaeopolis in ga dodelil kot prebivališče beguncem in dezerterjem, ki so se zbrali okoli njega.
Verjetno si Segesta nikoli ni opomogla od tega udarca; vendar se je kmalu nadaljevalo prvotno ime in se v zgodovini spet pojavilo kot samostojno mesto. Tako se omenja leta 276 pred našim štetjem kot eno od mest, ki se je med njegovo odpravo na zahodno od Sicilije pridružilo Piru Epirskem. Vendar je kmalu zatem spet padlo pod močjo Kartažanov in verjetno so ob tej priložnosti mesto zavzeli in oropali, na kar je namigoval Cicero ; okoliščina, o kateri ni drugih poročil. Do prve punske vojne je bila podrejena ali vsaj odvisna od tega ljudstva. V prvem letu te vojne (264 pr. n. št.) jo je napadel konzul Apij Klavdij Kavdeks, vendar neuspešno; a kmalu po tem, ko so prebivalci kartažanski garnizon uničili in se izjavili za zaveznike Rima. Posledično jih je oblegala kartažanska sila in so bili stisnjeni v veliko ožino, vendar jih je oživil prihod Gaja Duila po njegovi pomorski zmagi leta 260 pr. n. št.. Zdi se, da je Segesta eno prvih sicilijanskih mest, ki je dala zgled za prebeg od Kartagine; zaradi česar so jih Rimljani, tudi zaradi njihovega potvorjenega trojanskega porekla, obravnavali z veliko odliko. Oproščeni so bili vseh javnih bremen in tudi takrat, ko je bil Cicero še naprej sine foedere immunes ac liberi - svobodno in varno mesto. Po uničenju Kartagine je Scipio Africanus Segestancem povrnil kip Diane, ki so ga verjetno odnesli Kartažani, ko so mesto dobili po odhodu Pira.
Med drugim uporom sužnjev je bilo leta 102 pred našim štetjem tudi ozemlje Segeste znova omenjeno kot eno izmed tistih, kjer je vstaja izbruhnila z največjim besom. [33] Toda z izjemo teh naključnih obvestil, o mestu pod rimsko vlado slišimo malo. Zdi se, da je bilo v času Cicera še vedno precejšnje mesto in je imelo pristanišče ali emporij v zalivu, oddaljenem približno 10 km. Zdi se, da je ta emporij v dneh Straba postajal pomembnejši kraj kot sama Segesta: toda o nadaljnjem obstoju starodavnega mesta pričata tako Plinij starejši kot Ptolemaj; od prvega izvemo, da so prebivalci, čeprav niso več ohranili položaja nominalne neodvisnosti, uživali privilegije latinskega državljanstva. Zdi se pa, da je bilo to mesto v razpadu in o tem kasneje v zgodovini ni najti nobene sledi. Območje naj bi bilo končno zapuščeno zaradi uničevanja Saracenov leta 900 našega štetja  in je zdaj popolnoma opustošeno. Sodobno mestece Castellammare del Golfo, oddaljeno približno 10 km, zavzema skoraj, če ne natančno, isto mesto kot starodavni emporij ali pristanišče Segesta.

## Lega
Ruševine mesta so na vrhu Monte Bàrbaro na nadmorski višini 305 m. Mesto je bilo zaščiteno s strmimi pobočji na več straneh in obzidjem na bolj položnem pobočju proti templju.
Z vrha hriba se razprostira pogled na dolino proti zalivu Castellamare. Mesto je nadzorovalo več glavnih cest med obalo na severu in zaledjem. O tlorisu mesta je zelo malo znanega. Zračne fotografije kažejo na pravokoten tloris mesta, delno zgrajen na terasah za premagovanje naravnega nagnjenega terena. Trenutni ostanki so morda od obnove po uničenju mesta s strani Agathoclesa.
Trenutna arheološka dela kažejo, da je mesto v normanskem obdobju ponovno zasedla muslimanska skupnost. Izkopavanja so odkrila muslimansko nekropolo in mošejo iz 12. stoletja ob normanskem gradu. Dokazi kažejo, da je bila mošeja uničena po prihodu novega krščanskega nadrejenega v začetku 13. stoletja. Zdi se, da je bilo mesto dokončno zapuščeno v drugi polovici 13. stoletja.

## Tempelj
Na hribu tik pred mestom antične Segeste leži nenavadno dobro ohranjen dorski tempelj. Zdi se, da ga okoli 420 pred našim štetjem zgradil atenski arhitekt, kljub temu da mesto ni imelo veliko grškega prebivalstva. Tempelj ima 6 x 14 stebrov na ploščadi, ki meri 21 x 56 metrov, nanjo vodijo tri stopnice. Več elementov nakazuje, da tempelj ni bil nikoli dokončan. Stebri niso kanelirani, kot bi bili običajno v dorskem templju, v blokih podnožja pa so še vedno čepi (ki se uporabljajo za dviganje blokov na svoje mesto, nato pa se običajno odstranijo). V templju manjka tudi cela, kakršno koli okrasje, oltar ali posvetilo božanstvu in ni bil nikoli pokrit. Tempelj je konec 5. stoletja ušel uničenju Kartažanov..